# Llorando se fue
Llorando se fue est une chanson bolivienne du groupe Los Kjarkas, sortie en 1982 en tant que face B du single Wa Ya Yay.
La chanson est populaire en Amérique latine depuis les années 1980 et a été reprise à plusieurs reprises dans les genres cumbia et lambada. Elle a connu une renommée internationale avec des artistes tels que Wilkins en 1984, le chanteur argentin Juan Ramón en 1985, la chanteuse brésilienne Márcia Ferreira en 1986 et le groupe franco-brésilien Kaoma en 1989. La version de Kaoma intitulée Lambada était une traduction non autorisée de la chanson, basée sur la musique du groupe Cuarteto Continental (es) et la version portugaise de Márcia Ferreira, ce qui a conduit à un procès victorieux pour Los Kjarkas contre les producteurs de Kaoma, Olivier Lorsac et Jean Georgakarakos.
Plus récemment, la chanson a été adaptée par plusieurs artistes dont Ivete Sangalo, Jennifer Lopez pour son single de 2011 On the Floor, Don Omar dans Taboo et Wisin y Yandel dans Pam Pam.
La chanson est alternativement intitulée Lambada ou Chorando se foi en portugais.

## Histoire
Les paroles et la musique de Llorando se fue, dont le titre signifie « en pleurant il est parti », ont été écrites par les deux frères membres des Kjarkas, Gonzalo et Ulysses Hermoza. Cette chanson paraît sur l'album Canto a la mujer de mi pueblo du label Discos Lauro, et en face B du single Wa Ya Yay.
Selon Gonzalo Hermosa, Los Kjarkas avaient basé la chanson sur une petite mélodie andine mélancolique. Leur chanson en espagnol était écrite sur un rythme triste et lent de saya, un type de musique afro-bolivienne, issue de l'esclavage africain métissée avec les instruments et les musiques locales. Elle est caractérisée par un rythme très particulier, produisant une impression d'irrégularité, comme une roue pas tout à fait ronde. On l'entend en particulier au niveau du charango sur la version des Kjarkas.
L'enregistrement original comportait un motif en la de trois mesures et un motif en si de quatre mesures, ici transposés dans la tonalité de la mineur :
La longueur irrégulière de trois mesures du motif la est un trait distinctif qui a été conservé dans Lambada, bien que d'autres versions aient allongé le motif à quatre mesures, ce qui est plus conventionnel. La version de Jennifer Lopez, On the Floor, adopte une telle approche et omet complètement le motif si.
En 1989, Llorando se fue est rééditée en single chez CBS Disques après le succès de la chanson Lambada. En 1990, Los Kjarkas ont autorisé la traduction de la chanson en 42 langues. Ils ont également interprété une version bilingue espagnol-japonais de la chanson (en conservant le rythme saya) lors de concerts et pour le clip vidéo réalisé en 1990. La version bilingue a été enregistrée sur leur album de 1996, Sentimiento Andino, Volume 2 et sur leur compilation de 2001 30 años sólo se vive una vez, Volume 1. Los Kjarkas ont également réenregistré Llorando se fue dans une version rythmée pour leur album Tecno Kjarkas (Tecno Andino) de 1991 et en 2010 avec le groupe bolivien Voltaje.

## Liste des titres
| A. | Wa Ya Yay       |  |
| B. | Llorando se fue |  |

| A. | Llorando se fue (Saya) | 4:03 |
| B. | Tata sabaya (Huayno)   | 2:28 |

## Version de Márcia Ferreira
En 1986, Márcia Ferreira (pt), chanteuse brésilienne, adapte cette chanson (avec l'autorisation de Los Kjarkas) sur son album Recordando Brega et sa version Chorando se foi (Lambada), devient un tube en 1988 dans la région de Porto Seguro, au Brésil.
Márcia Ferreira a été inspirée pour reprendre Llorando se fue lorsqu'elle a entendu pour la première fois la chanson dans sa version originale saya par Los Kjarkas lors de son voyage à Tabatinga. Elle a ensuite acheté un 45 tours du groupe péruvien Cuarteto Continental (es), qui incluait une reprise de Llorando se fue, remarquée pour sa première version enjouée de la chanson introduisant l'accordéon et produite par Alberto Maraví. Elle a coécrit Chorando se foi avec José Ari, première version portugaise légalement autorisée de Llorando se fue, et a adapté la chanson au rythme de la lambada, une danse populaire au Brésil. Elle a sorti Chorando se foi en 1986 sur son troisième album éponyme, qui a été certifié disque de platine. Avec le succès de sa reprise et de sa carrière musicale, elle est devenue connue au Brésil sous le nom de « A Rainha da Lambada » (« La reine de la Lambada »).

## Version de Kaoma
Une version en portugais, plagiée par le groupe franco-brésilien Kaoma, produite par Jean Karakos et Olivier Lorsac, sort en 1989 sous le nom de Lambada et Chorando se foi. Elle devient sous ce nouveau titre un standard en France comme « tube de l'été », puis dans toute l'Europe, au Japon, en Australie et aux États-Unis. Elle est plusieurs fois certifiée disque d'or.
Los Kjarkas fait valoir ses droits et obtiendra gain de cause en 1991 en percevant les 6 millions de francs (1,3 million d’euros environ) de droits d’auteurs indûment reçus en France.
Dès 1990 sortent simultanément aux États-Unis deux films exploitant le phénomène : La Lambada, la danse interdite  et Lambada .

## Autres versions
En 2010, Los Kjarkas affirment que Llorando se fue a une nouvelle fois été plagiée par Don Omar et déplorent le peu de soutien de la part de la Société bolivienne d'auteurs et compositeurs (SOBODAYCOM).
Malgré cela, en 2011, la chanteuse Jennifer Lopez reprend la célèbre mélodie de Llorando se fue, dans sa chanson On the Floor.